# Wabash County (Indiana)
Wabash County ist ein County im Bundesstaat Indiana der Vereinigten Staaten. Der Verwaltungssitz (County Seat) ist Wabash.

## Geographie
Das County liegt im mittleren Norden von Indiana und hat eine Fläche von 1091 Quadratkilometern, wovon 20 Quadratkilometer Wasserfläche sind. Es grenzt im Uhrzeigersinn an folgende Countys: Kosciusko County, Whitley County, Huntington County, Grant County, Miami County und Fulton County.

## Geschichte
Wabash County wurde am 2. Februar 1832 aus Teilen des Cass County und des Grant County gebildet. Benannt wurde es nach dem Wabash River.
28 Bauwerke und Stätten des Countys sind im National Register of Historic Places eingetragen (Stand 5. September 2017).

## Demografische Daten
Nach der Volkszählung im Jahr 2000 lebten im Wabash County 34.960 Menschen in 13.215 Haushalten und 9.395 Familien. Die Bevölkerungsdichte betrug 33 Einwohner pro Quadratkilometer. Ethnisch betrachtet setzte sich die Bevölkerung zusammen aus 97,38 Prozent Weißen, 0,41 Prozent Afroamerikanern, 0,66 Prozent amerikanischen Ureinwohnern, 0,41 Prozent Asiaten, 0,03 Prozent Bewohnern aus dem pazifischen Inselraum und 0,39 Prozent aus anderen ethnischen Gruppen; 0,73 Prozent stammten von zwei oder mehr Ethnien ab. 1,18 Prozent der Bevölkerung waren spanischer oder lateinamerikanischer Abstammung.
Von den 13.215 Haushalten hatten 31,4 Prozent Kinder unter 18 Jahre, die mit ihnen im Haushalt lebten. 59,0 Prozent waren verheiratete, zusammenlebende Paare, 8,5 Prozent waren allein erziehende Mütter und 28,9 Prozent waren keine Familien. 24,9 Prozent waren Singlehaushalte und in 10,8 Prozent lebten Menschen mit 65 Jahren oder darüber. Die Durchschnittshaushaltsgröße betrug 2,50 und die durchschnittliche Familiengröße lag bei 2,97 Personen.
24,5 Prozent der Bevölkerung waren unter 18 Jahre alt, 10,3 Prozent zwischen 18 und 24, 26,2 Prozent zwischen 25 und 44 Jahre. 23,3 Prozent zwischen 45 und 64 und 15,7 Prozent waren 65 Jahre alt oder älter. Das Durchschnittsalter betrug 38 Jahre. Auf 100 weibliche Personen kamen 94,2 männliche Personen. Auf 100 Frauen im Alter von 18 Jahren und darüber kamen 90,9 Männer.
Das jährliche Durchschnittseinkommen eines Haushalts betrug 40.413 USD, das Durchschnittseinkommen der Familien 47.067 USD. Männer hatten ein Durchschnittseinkommen von 34.615 USD, Frauen 21.939 USD. Das Prokopfeinkommen betrug 18.192 USD. 5,1 Prozent der Familien und 6,9 Prozent der Bevölkerung lebten unterhalb der Armutsgrenze.

## Orte im County
- Bolivar
- Disko
- Ijamsville
- La Fontaine
- Lagro
- Laketon
- Liberty Mills
- Lincolnville
- Newton
- North Manchester
- Pioneer
- Richvalley
- Roann
- Servia
- Somerset
- South Haven
- Stockdale
- Sunnymede
- Treaty
- Urbana
- Valley Brook
- Wabash

Townships
- Chester Township
- Lagro Township
- Liberty Township
- Noble Township
- Paw Paw Township
- Pleasant Township
- Waltz Township